# بخش زرین‌آباد
بخش زرین‌آباد، یکی از بخش‌های شهرستان دهلران در استان ایلام ایران است. مرکز این بخش، شهر پهله می‌باشد.

## تقسیمات کشوری
- بخش زرین‌آباد
  - دهستان سید ناصرالدین
  - دهستان سیدابراهیم

شهر: پهله 

## مردم شناسی
مردم بخش زرین آباد کردتبار هستند و با گویش کردی‌کردلی(پهله‌ای) صحبت می‌کنند.

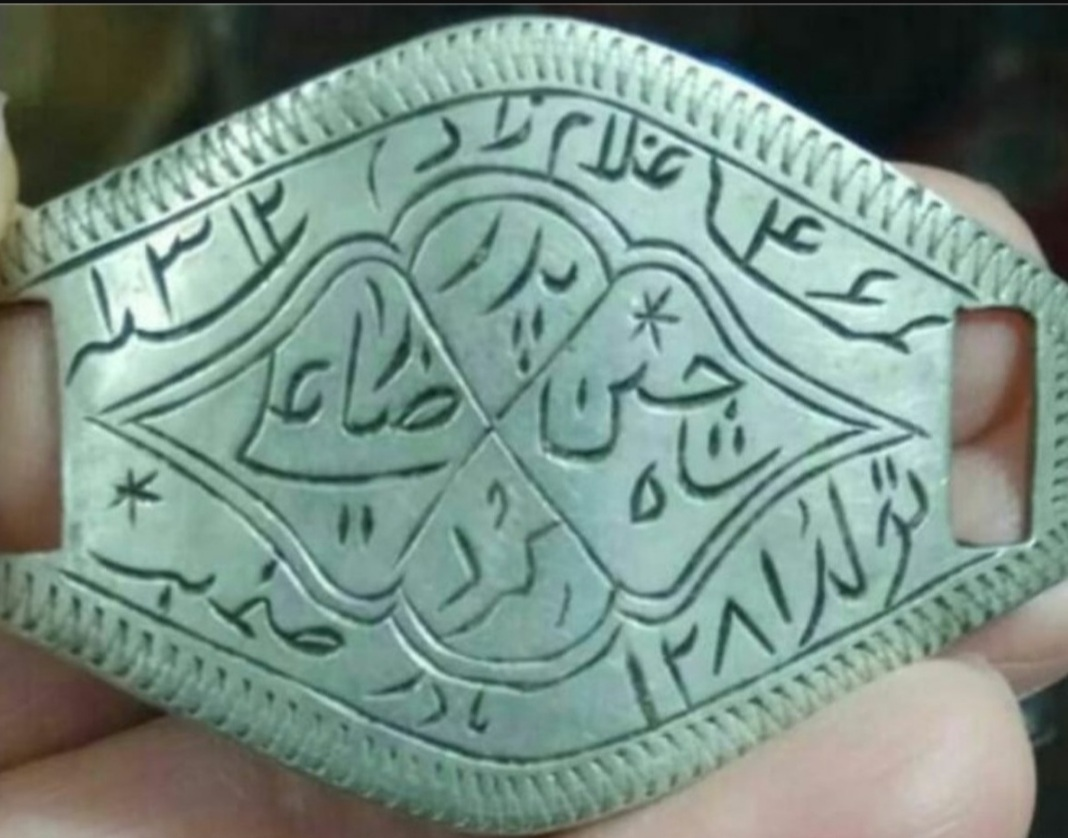
شناسنامه فلزی قدیمی مربوط به سال ۱۲۸۱ زرین آباد، دهلران، ایلام

## دیدنی
بخش زرین آباد به قطب زیارتی استان ایلام معروف است.
- پارک بعثت در شهر پهله
- رود میمه که در شهر جریان دارد.
- رشته کوه کبیرکوه (در ۱۵ کیلومتری شمال بخش زرین آباد)
- قله کلاوندی (۱۷۱۶ متر ، ۱۰ کیلومتری شمال خاوری شهر پهله)
- امامزاده سیدفخرالدین (۱۲ کیلومتری شمال پهله)
- امامزاده سید حسنی (فرزند سید فخرالدین) در فاصله ۱۳ کیلومتری شمال شهر پهله

- امامزاده سید ناصرالدین در ۱۶ کیلومتری غرب شهر پهله
- امامزاده سید ابراهیم (فرزند محمد باقر ،در ۷ کیلومتری شهر پهله)
- امامزاده محمد و بی بی زینب (۷ کیلومتری غرب شهر پهله ساختمان این امامزاده که شکل مخروطی ویژه‌ای دارد مربوط به دوران سلجوقی است)
- قلعه شیاخ (شیاق، شیاخ ،در غرب شهر پهله که مربوط به ۱۹۰۰ سال قبل است در دوره ساسانیان)
- قلعه زنجیره در جنوب غرب شهر پهله خرابه‌های باستانی مسیر جاده پهله _ دهلران باغات زیبای گوراب[۵][۶]

## جمعیت
بر پایه سرشماری عمومی نفوس و مسکن در سال ۱۳۹۵، جمعیت بخش زرین‌آباد برابر با ۶٬۲۲۷ نفر بوده‌است.